# 다케나미역
다케나미역(일본어: 武並駅)은 일본 기후현 에나시에 있는 도카이 여객철도 주오 본선의 역이다.

## 역 구조 및 승강장
상대식 승강장 2면 2선을 가지는 지상역. 북문 역사는 구내 북쪽, 1번선에 인접해서 놓여지고 있다. 2번선에 인접해서 놓여지고 있는 남문은 TOICA 마크리더와 엘리베이터 및 계단이 설치되어 있다. 더욱이, 2개의 승강장은 과선교로 연결되고 있다. 나카쓰가와역 관리의 간이위탁역. 북문 역사에 있는 창구는 매일 7:00부터 12:00까지와 13:00부터 14:30의 영업이다. (이 시간대 이외에도 담당자가 부재로 되는 일도 많다)
| 1 | ■ 주오 본선 | 하행 | 나카쓰가와 · 나가노 방면 |
| 2 | ■ 주오 본선 | 상행 | 다지미 · 나고야 방면     |

## 역 주변
- 주오 자동차도
- 국도 제19호선
- 신마키가네 터널
- 나카센도
- 다케나미 신사

## 역사
- 1919년 11월 25일 : 일본국유철도 주오 본선의 오이(현 · 에나) - 가마도 간에 다케오리 신호소로서 개설.
- 1922년 4월 1일 : 다케오리 신호장으로 변경.
- 1926년 4월 1일 : 역으로 승격, 다케나미역 개업. 여객영업만.
- 1928년 6월 15일 : 화물의 취급을 개시.
- 1959년 10월 15일 : 화물의 취급을 폐지.
- 1970년 10월 19일 : 하물의 취급을 폐지.
- 1987년 4월 1일 : 일본국유철도 분할 민영화에 의해, 도카이 여객철도의 역이 된다.
- 2006년 11월 25일 : TOICA를 도입.
- 2008년
  - 2월 : 역사가 개축되어, 공용 개시.
  - 3월 19일 : 남문이 설치되어, 공용 개시.

## 인접 역
| 도카이 여객철도 주오 본선     | 도카이 여객철도 주오 본선     | 도카이 여객철도 주오 본선 |
| ----------------------------- | ----------------------------- | ------------------------- |
| 에나 나카쓰가와 · 나가노 방면 | ■ 센트럴 라이너 ■ 쾌속 ■ 보통 | 가마도 다지미·나고야 방면 |